# Stará Ves (district de Bruntál)
Pour les articles homonymes, voir Stará Ves.
Stará Ves (en allemand : Altendorf) est une commune du district de Bruntál, dans la région de Moravie-Silésie, en République tchèque. Sa population s'élevait à 504 habitants en 2021.

## Géographie
Stará Ves se trouve à 4 km au nord-ouest de Rýmařov, à 17 km à l'ouest-sud-ouest de Bruntál, à 76 km à l'ouest-nord-ouest d'Ostrava et à 201 km à l’est de Prague.
La commune est limitée par Vernířovice au nord-ouest, par Malá Morávka au nord-est et à l'est, par Dolní Moravice à l'est, par Rýmařov au sud-est, par Horní Město au sud, et par Oskava et Sobotín à l'ouest.

## Histoire
La première mention écrite de la localité date de 1561.

## Administration
La commune se compose de deux quartiers :
- Stará Ves
- Žďárský Potok

## Galerie

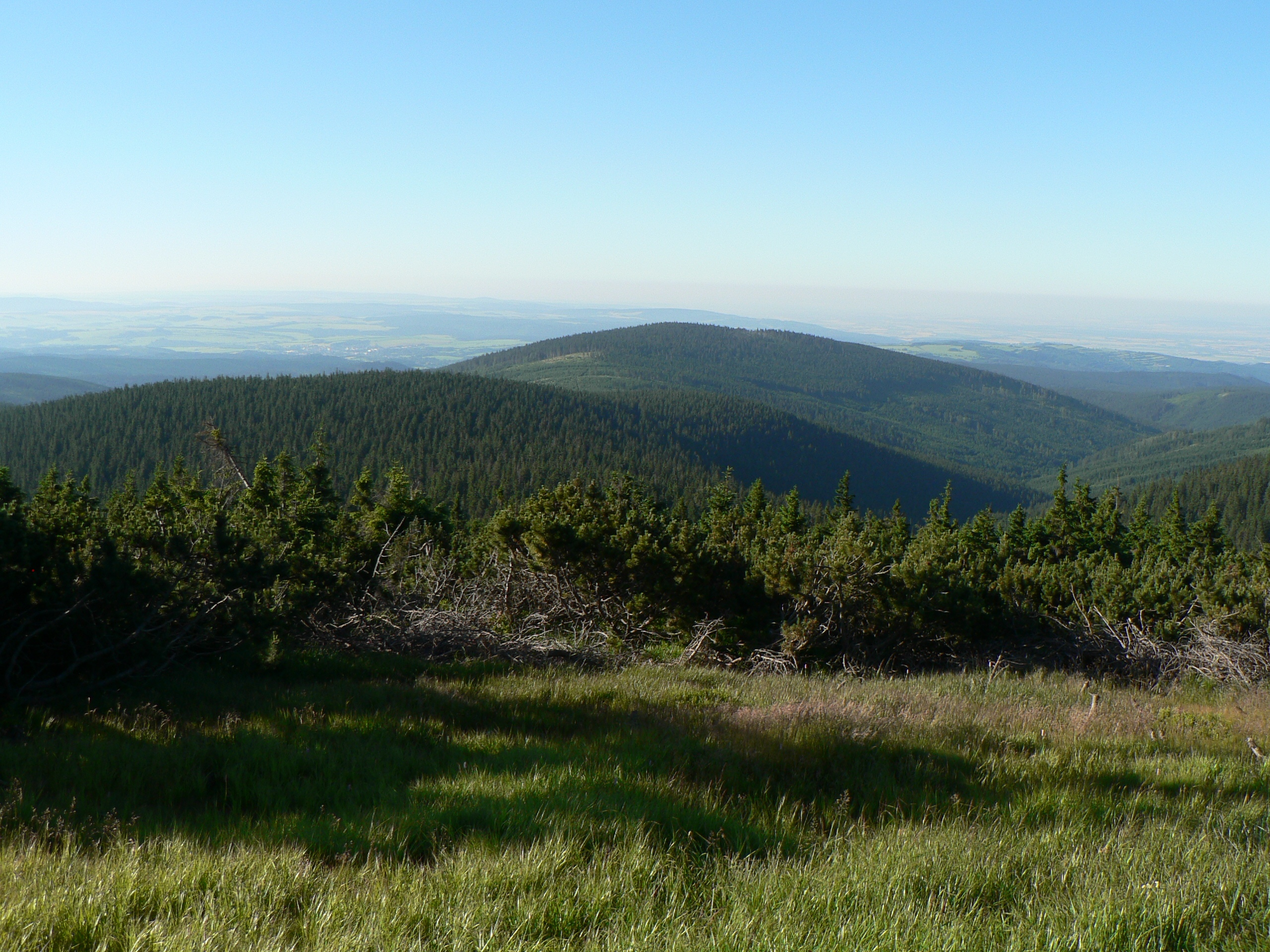
Mont Ostružná (1184 m).
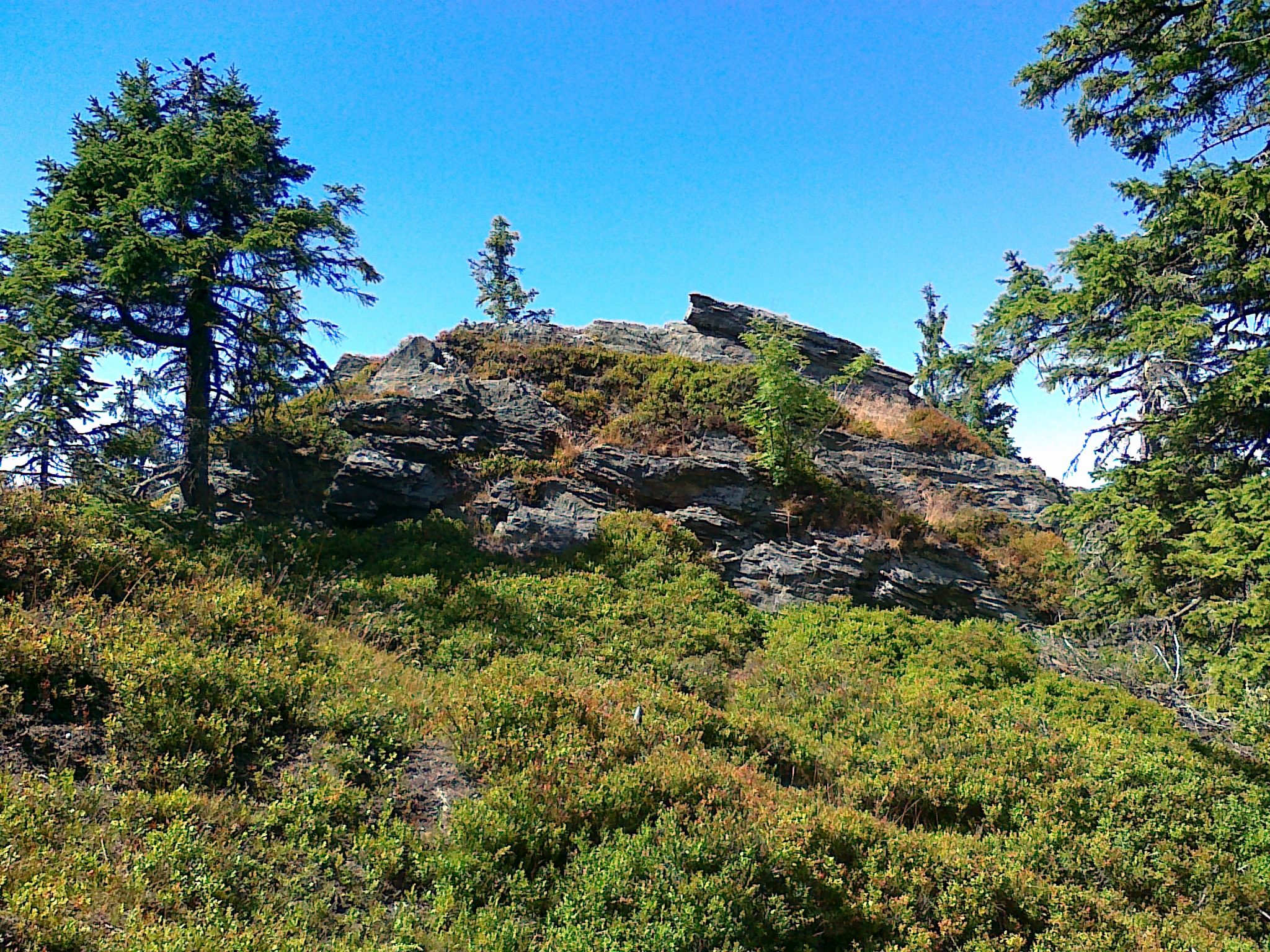
Sommet du mont Ostružná.

## Transports
Par la route, Stará Ves se trouve à 5 km de Rýmařov, à 26 km de Bruntál, à 100 km d'Ostrava et à 271 km de Prague.